# Daniele Dall'Oste
Daniele Dall'Oste né à Varèse (Lombardie, Italie) le 24 mai 1991 est un coureur cycliste italien.

## Palmarès
- 2010
  - Trento-Monte Bondone
  - Coppa San Sabino
  - 3e du Trofeo Sportivi di Briga
- 2012
  - Trofeo Velo Plus
  - Giro del Belvedere
  - Prologue du Tour de la Vallée d'Aoste
  - 1rea (contre-la-montre par équipes) et 4e étapes du Tour de Tenerife
  - 2e du Trophée de la ville de San Vendemiano
  - 3e du Gran Premio Palio del Recioto
- 2013
  - Trofeo Menci Spa
  - 2e du Tour du Frioul-Vénétie julienne
  - 3e du Grand Prix de Poggiana

## Classements mondiaux
| Année           | 2010 | 2011 | 2012 | 2013 |
| --------------- | ---- | ---- | ---- | ---- |
| UCI Europe Tour | 894e |      | 119e | 222e |